# جورج ديك (دبلوماسي)
جورج ديك (بالعبرية: ג'ורג' דיק؛ مواليد 1984) هو دبلوماسي عربي إسرائيلي. في عام 2018 عُيّن ليكون السفير الإسرائيلي لدى أذربيجان. وبذلك أصبح أول سفير عربي إسرائيلي مسيحي.

## السيرة الذاتية
نشأ جورج ديك في عائلة مسيحية أرثوذكسية في حي العجمي في يافا. في مبنى كان يسكنه مسلمين، كاثوليك، يهود وكاهن كاثوليكي من أصل يهودي. والده جوزيف ديك عمل مستشارًا ضريبيًا كما كان أحد قادة الطائفة المسيحية في يافا وكان رئيسًا للجمعية الأرثوذكسية، كان يعتبر شخصية معروفة وشعبية في المدينة حتى وفاته عام 2015 افتتحت ساحة تخليدًا لذكراه في يافا بحضور رئيس البلدية رون حولداي. يقول جورج أن جده وجدته فرا إلى لبنان لضمان سلامتهما إبان حرب 1948 بعد أن قيل لهم أن اليهود سيذبحونهم إن بقوا في بيوتهم، توقعوا العودة إلى ديارهم بعد أن تهزم الجيوش العربية اليهود. وبحسب جورج بعد انتهاء الحرب شعر جده وجدته بأنهما قد خُدِعا وقررا العودة بشكل غير قانوني إلى منزلهما في يافا بدلاً من البقاء في لبنان كلاجئين. لأن عودتهما إلى البلاد كانت غير قانونية، أُلقي القبض على جد جورج وتم سجنه. أقاربه الذين هربوا في عام 1947 ولم يعودوا يعيشون اليوم في الشتات.
جورج هو خرّيج كلية رادزينر للحقوق. كما درس في جامعة جورج تاون بمنحة فولبرايت.

## الحياة المهنية
في عام 2008 بدأ جورج عمله في الوزارة الخارجية. كان نائب رئيس البعثة إلى نيجيريا من 2009 إلى 2012. وفي الفترة بين 2012 و2015 أُرسل إلى النرويج، وشغل منصب نائب السفير في أوسلو؛ وكان القائم بأعمال السفير خلال الصراع بين إسرائيل وغزة عام 2014.
في عام 2018 وهو في سن الرابعة والثلاثين عُيّن جورج ليكون السفير الإسرائيلي لدى أذربيجان، وبذلك أصبح أول سفير عربي إسرائيلي مسيحي. في الماضي كان لإسرائيل سفراء عرب مثل علي يحيى الذي كان سفيرًا لدى فنلندا ثم اليونان.